# Juan Francisco Balta y Montero
Juan Francisco Balta Montero (Lima; 1806 - ibídem; 25 de abril de 1892) fue un militar y político peruano. Hermano mayor del presidente José Balta, en cuyo gobierno fue ministro de Guerra (1868-1871) y presidente del Consejo de Ministros (1869-1871).

## Biografía
Hijo del catalán Juan Balta Brú y la limeña Agustina Montero Casafranca. En 1817 se enroló como cadete en el ejército realista, y era capitán de una compañía del batallón Gerona cuando se produjo la capitulación española en Ayacucho, el 9 de diciembre de 1824.
A partir de 1828 empezó a servir a la República. Contrajo matrimonio en Lima, el 13 de mayo de 1830, con Antonia del Campo y Vergara (hija de José Gervasio del Campo, y de Catalina Vergara).[cita requerida] El general Felipe Santiago Salaverry lo ascendió a teniente coronel en 1835. Luchó en la guerra contra la invasión boliviana de Santa Cruz, y desde 1838 en la campaña restauradora, que puso fin a la Confederación Perú Boliviana en 1839.
Apoyó a Manuel Ignacio de Vivanco, primero en el fracasado pronunciamiento «regeneracionista» efectuado en Arequipa en 1840, y luego durante el gobierno del Directorio que presidió dicho caudillo de 1843 a 1844. Combatió contra la revolución constitucional iniciada por los generales Domingo Nieto y Ramón Castilla. En el combate de Pachía, librado el 29 de agosto de 1843, resultó herido en la mano derecha, cuyo uso perdió. Fue ascendido a coronel el 9 de febrero de 1844.
Triunfante la revolución constitucional, se retiró a su hacienda Jecuán cerca de Huacho. Bajo el gobierno del general José Rufino Echenique fue nombrado subprefecto de la provincia de Chancay (1854). Tras la batalla de La Palma y la caída del gobierno de Echenique (1855) fue separado del servicio.
Años después, se sumó a la revolución nacionalista dirigida por el coronel Mariano Ignacio Prado y el general Pedro Diez Canseco contra el gobierno del general Juan Antonio Pezet. En esa oportunidad le tocó dirigir la avanzada que tomó Palacio de Gobierno, el 6 de noviembre de 1865.
Fue elegido diputado por Chancay en 1868, el mismo año en el que su hermano José Balta fue elegido presidente de la República. Inaugurado este gobierno, el 2 de agosto de 1868, fue nombrado ministro de Guerra y Marina, en el gabinete presidido por Pedro Gálvez Egúsquiza (Gobierno) e integrado por Luciano Benjamín Cisneros (Justicia), José Antonio Barrenechea (Relaciones Exteriores) y Francisco García Calderón (Hacienda), todos ellos ilustres juristas.
Juan Francisco Balta, que aventajaba en edad a José Balta, ejercía sobre él un gran influjo, de tal modo que llegó a ser un consejero imprescindible en las decisiones gubernamentales de su hermano.
En abril de 1869 se produjo una crisis ministerial. Gálvez renunció, ocupando entonces Juan Francisco Balta la presidencia del Consejo de Ministros, que desempeñó de 13 de abril de 1869 a 1 de agosto de 1871, cuando renunció aduciendo su mal estado de salud, que lo obligaba a retirarse de Lima.
Antes de iniciarse la campaña electoral de 1871-1872 recibió reiteradas invitaciones para que fuera candidato a la presidencia de la República, pero se negó, a través de una carta-manifiesto publicada en 15 de abril de 1871, actitud que fue muy elogiada por la prensa. Durante las elecciones, se le pidió que fuera árbitro o mediador para designar una candidatura de conciliación, pero se abstuvo de intervenir. Finalmente triunfó la candidatura de Manuel Pardo y Lavalle, líder del Partido Civil.
Tras el golpe de Estado promovido por los coroneles Gutiérrez y el asesinato de su hermano, el 26 de julio de 1872, se retiró definitivamente a la vida privada, completamente decepcionado de la política. Falleció en Lima a la edad avanzada de 86 años.